# Werner Forssmann
Werner Forssmann (Berlín, Alemania, 29 de agosto de 1904 - Schopfheim, Alemania, 1 de junio de 1979) fue un médico de Eberswalde, Alemania, egresado de la Universidad de Berlín, al pasar su examen profesional indicado por el Estado en 1929. Obtuvo el crédito por la primera cateterización de un corazón humano. En 1929, mientras trabajaba en Eberswalde, realizó una incisión en la vena cubital anterior de su brazo, e introdujo un catéter urinario dentro de la aurícula derecha de su propio corazón. Luego, caminó hasta el departamento de radiología, donde le fue tomada una radiografía mostrando el catéter en su corazón. A pesar de que fue despedido de otro hospital por este hecho, había demostrado la hipótesis de que un catéter podría ser introducido directamente dentro del corazón, para la aplicación directa de medicamentos, inyecciones con tintes radiopacos, medición de la presión sanguínea. El miedo en ese tiempo era que cada introducción dentro del corazón podría ser fatal. Para probar este punto, decidió experimentar en sí mismo. Forssmann recibió el Premio Nobel de Fisiología o Medicina en 1956 por sus estudios pioneros en Cardiología. El premio fue compartido con André Frédéric Cournand, y Dickinson W. Richards.

## Nacimiento y sus primeros años
Werner Theidir Otto Forssmann nació en Berlín. Sus padres fueron Julius Forssman y Emmy Hindenberg. Recibió educación en el Askanische Gymnasium (escuela de secundaria) en Berlín. Dejó la escuela en 1922, cuando fue a la Universidad de Berlín a estudiar medicina, aprobando el examen estatal final en 1929. Por su capacidad clínica fue a la Clínica Médica de la Universidad, trabajando bajo las órdenes del Profesor Georg Klemperer y estudio anatomía bajo las órdenes del Profesor Rudolph Fick. Para el entrenamiento quirúrgico en cirugía en el año 1929 estuvo en el hospital August Victoria Home en Eberswalde, cerca de Berlín. Estudió medicina en la Universidad de Berlín, graduándose en 1929. De 1932 a 1945 fue miembro del Partido Nazi. Al inició de la Segunda Guerra Mundial, era un oficial médico de Sanidad. Durante el curso de su servicio, obtuvo el rango de Médico Cirujano Mayor en Alemania, Noruega y Rusia hasta que fue hecho prisionero de guerra, siendo capturado y llevado a un campo de prisiones de guerra estadounidense. Después de su liberación en 1945, trabajó como leñador y fue médico de campo en la Selva Negra con su esposa. En 1950, inició la práctica como urólogo en Bad Kreuznach, y desde 1958 fue nombrado Jefe de la División de Cirugía del Hospital Evangélico en Düssedldorf, donde él vivió. Poco después fue nombrado profesor de Cirugía y Urología en la Universidad Johannes Gutemberg de Maguncia.

## Entorno familiar
En 1933, Forssmann se casó con la Dra. Elsbet Engel, quién también era médica especialista en Urología. Tuvieron seis hijos: Klaus (nacido en 1934), Knut (nacido en 1936), Jörg (nacido en 1938), Wolf (nacido en 1939), Bernd (nacido en 1940) y Renate (nacida en 1943). También tuvo un séptimo hijo no reconocido llamado Werner Raamat (nacido el 29 de diciembre de 1945 en Salzburgo, Austria). Este hijo no ha sido oficialmente reconocido ya que fue fruto de una corta relación que tuvo con la enfermera llamada Elfrida Kersten de Raamat a quien conoció en un hospital de campaña durante el último período de la Segunda Guerra Mundial. Este tiene otro apellido ya que Elfrida decidió ponerle el nombre de pila de Forssmann (Werner) y el apellido de su primer esposo desaparecido tiempo antes en la misma guerra (Raamat).

## Técnica de Cateterización del Corazón
En 1929 mientras estaba trabajando en Eberswalde, él fue el primero que desarrolló una técnica para la cateterización del corazón humano. Ignorando a su jefe de Departamento y persuadiendo a la enfermera Gerda Ditzen de la sala de operaciones llevando los suplementos estériles para que lo asistiera y ella estuvo de acuerdo pero solo con la promesa de que él lo haría con ella en lugar de con él mismo. Sin embargo Forssmann la engañó sujetándola a la mesa de operaciones y pretendiendo anestesiarle localmente y cortarle el brazo para que lo hiciera él mismo. Se anestesió la parte baja del brazo en la región cubital insertando un catéter urinario en la vena anterocubital enhebrarlo en parte antes de liberar a Ditzen (quién en este momento se dio cuenta de que el catéter no estaba en su brazo) y le dijo que llamará al departamento de Rx. Caminaron alguna distancia al departamento de Rx que estaba en el piso de abajo donde bajo la guía del fluroscopio avanzó el catéter de 60 cm hacia la cavidad del ventrículo derecho. Esto fue grabado en una película de Rx en donde se muestra el catéter acostado en el atrium derecho. Este hecho no tuvo trascendencia hasta mucho tiempo después. No obstante, otro médico berlinés, Fritz Bleichroeder, en 1912 introdujo catéteres en venas y arterias de animales y personas, pero sin la intención de llegar al corazón. 
El director clínico en Eberswalde quién mostró mucha aceptación y entusiasmo reconociendo el descubrimiento de Werner cuando se le mostró a través de la grabación de Rx, le permitió llevar a cabo otro cateterismo en una mujer con una enfermedad terminal después de que se le suministraron medicamentos por esta vía. Posteriormente trabajó sin pago en la Charité de Berlín bajo las órdenes de Ferdinand Sauerbruch, aunque una vez que vio su papel, fue despedido por continuar sin su aprobación. Sauerbruch comentaría: "Tu no puedes iniciar cirugía de esta manera". Frente a tal acción disciplinaria por su experimentación, fue forzado a dejar The Charité, pero más tarde fue reinstalado y de nuevo forzado a dejarlo en 1932 por no conocer expectativas quirúrgicas. Su habilidad quirúrgica era notable siendo recomendado a otro hospital donde trabajó hasta dejarlo en 1933 después de haberse casado con la Dra. Elsbert Engel, una especialista en Urologia. Con dificultad para encontrar un trabajo por su reputación, el renunció a la Cardiología y tomó Urología. Se fue a estudiar Urología bajo la tutela de Karl Heusch en el Rudolf Virchow Hospital en Berlín. Más tarde, fue nombrado jefe de la Clínica de Cirugía en ambos hospitales: the City Hospital en Dresden-Friedrichstadt y the Robert Koch Hospital en Berlín.[1]

## Honores
En 1954 fue honrado con la medalla Leibniz otorgada por la Academia Alemana de Ciencias. Ese mismo año, fue huésped de honor, de la Universidad Nacional de Córdoba, Argentina, donde sería nombrado Profesor Honorario en 1961. Desde 1962 fue miembro Ejecutivo de la Sociedad Alemana de Cirugía. Fue también Miembro del Colegio Americano de Cirugía de Tórax y miembro Honorario de la Sociedad Sueca de Cardiología, de la Sociedad Alemana de Urología y de la Asociación Alemana de la Niñez.

## Premio Nobel de Fisiología y Medicina en 1956
En 1956, fue galardonado junto con André Cournand Francia y Dickinson W. Richards Estados Unidos, con el Premio Nobel de Fisiología y Medicina. Durante el tiempo de su encarcelamiento, sus documentos fueron leídos por André Frédéric Cournand y Dickinson W. Richards, desarrollando la técnica en las vías de aplicación en el diagnóstico y la investigación de la enfermedad cardíaca. 
La principal contribución de Forssmann está descrita en su trabajo “Die Sondierung des rechten Herzens”, que se publicó en la revista Klinische Wochenschrift (1929; 8: 2085-87). Una versión más meditada así como su aplicación a la práctica médica la ofreció en el estudio que redactó cuando le fue concedido el Nobel. Lo tituló Die Rolle der Herzkatherung und Angiocardiagraphie in der Entwicklung der modernen Medizin. En realidad Forssmann buscaba un modo de llegar al corazón para aplicar medicación en situaciones graves en las que la inyección cardiaca era muy peligrosa. Esto le llevó a realizar pruebas de cateterismo en cadáveres introduciendo una sonda por una vena del codo. El éxito que logró le animó a llevarla a cabo en un ser vivo. Se utilizó a sí mismo como hemos dicho. La primera vez fue un ayudante quien le introdujo la sonda, pero cuando ésta penetró 35cm. se interrumpió el experimento porque el ayudante lo consideró peligroso. Unos días después fue el propio Forssmann quien se introdujo la sonda con éxito, con la ayuda de una enfermera que le proporcionó instrumental esterilizado. En su narración de los hechos describe minuciosamente las sensaciones que iba experimentando, conforme se realizaba el procedimiento.
Forssmann probó de nuevo en un enfermo de peritonitis grave. Su fallecimiento y posterior autopsia le permitió comprobar el trayecto del catéter utilizado. Sin embargo, las posibles ventajas de esta técnica fueron silenciadas por críticas que se basaban en criterios científicos y en criterios de tipo ético. Estos hechos se produjeron durante una corta estancia en la Charité. Su superior no aprobó este tipo de técnicas, por lo que Forssmann regresó a Eberswalde. Estas investigaciones estuvieron ocultas cerca de 27 años, por los cambios políticos importante en la Alemania Nazi y posteriormente la Segunda Guerra Mundial. Años más tarde, en los Estados Unidos de América, de la mano de quienes compartieron el Nobel con Forssmann, André Cournand y Dickinson Woodruff Richards, quienes rehabilitaron la técnica del cateterismo cardíaco.

## Fallecimiento
Murió el 1 de junio de 1979 en Schopfheim, Distrito de Lörrach en Baden-Wutemberg, Alemania Occidental, a los 75 años, por complicaciones de insuficiencia cardíaca. Su esposa murió en 1993.